# نورثرن ایر کارگو
نورثرن ایر کارگو (به انگلیسی: Northern Air Cargo) یک شرکت هواپیمایی با کد یاتا NC است که در تاریخ ۱۹۵۶ میلادی تأسیس شده است.
دفتر مرکزی نورثرن ایر کارگو در انکوریج، آلاسکا، ایالات متحده آمریکا واقع شده‌است و قطب این شرکت هواپیمایی در فرودگاه بین‌المللی تد استیونز انکوریج قرار دارد و به ۱۹ مقصد، پرواز مستقیم انجام می‌دهد.

## مقصدهای پروازی
- آلاسکا
  - فرودگاه بین‌المللی تد استیونز انکوریج
  - فرودگاه انیاک
  - فرودگاه وایلی پست-ویل راجرز مموری-ال
  - فرودگاه بتل
  - فرودگاه دیلینگهام
  - فرودگاه بین‌المللی فیربنکس
  - فرودگاه کینگ سالمون
  - فرودگاه یادبود رالف وین
  - فرودگاه مک‌گراث
  - فرودگاه نوم
  - Deadhorse
  - فرودگاه رد داگ
  - St. Mary's
  - فرودگاه آنالاکلت